# Myrtillocactus cochal
Myrtillocactus cochal (Orcutt) Britton & Rose, es una especie de planta fanerógama de la familia Cactaceae. Su nombre común es cochal.

## Descripción
Es un arbusto o arbolillo  de 1 a 3 m, perenne carnosa,  armada de espinos, y muy ramificada con un color verdiazul. Tiene 6 a 8 podarios. El espino negro central tiene hasta 2 cm de longitud, pero falta a veces. Los 5 espinos laterales tienen una longitud de 5 a 10 mm.
Las flores de color verde y blancesino tienen una raya central más oscura. Tienen un diámetro y tamaño de 2,5 cm. Están abiertas tanto por el día como por la noche. Los frutos rojos de forma de bolilla son comestibles y tienen un diámetro de 1,2 hasta 1,8 cm.

## Distribución
El cochal es endémica de los estados mexicanos Baja California y Baja California Sur al límite del desierto de Sonora. Es una especie muy rara en las colecciones.

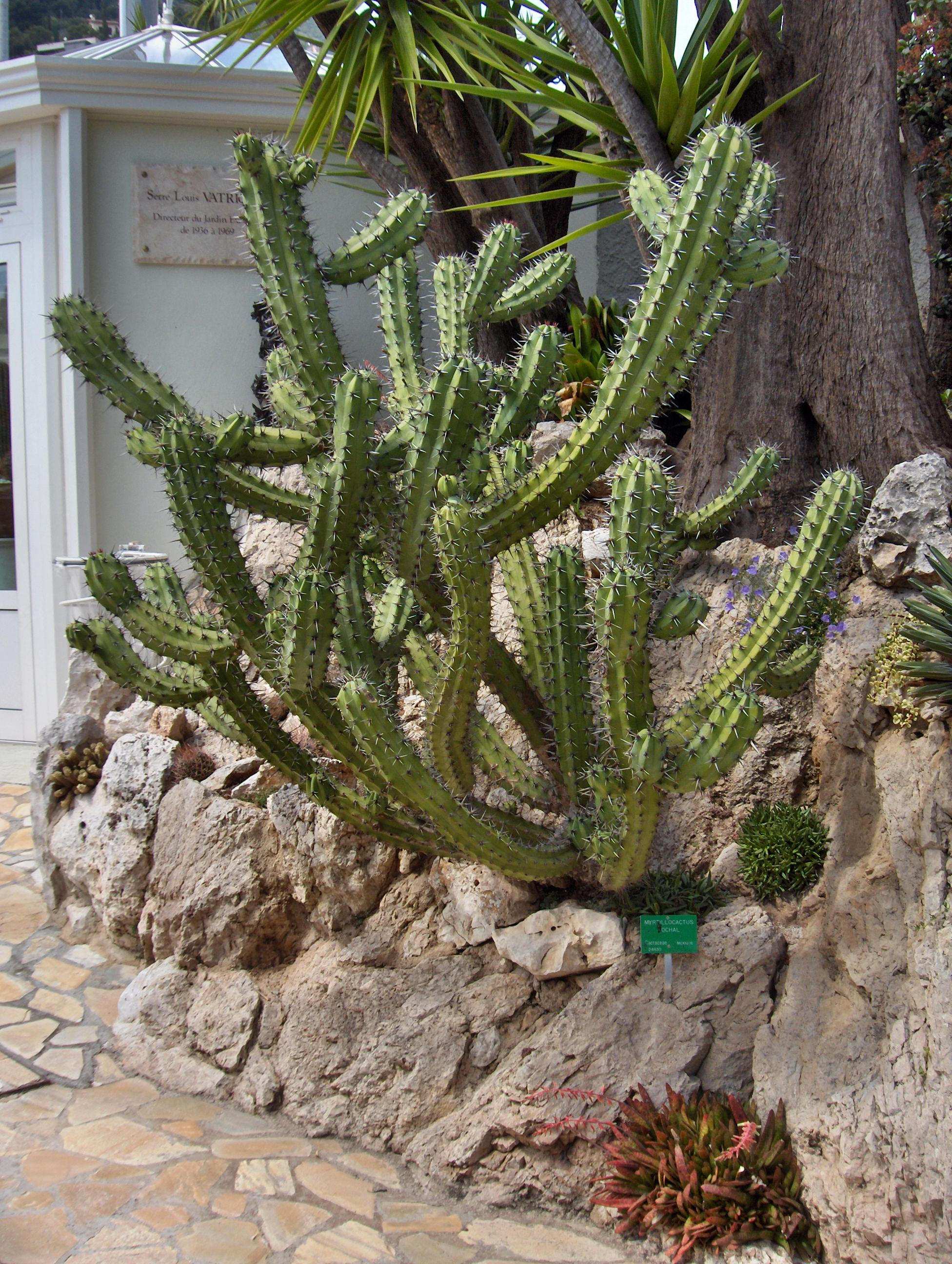

## Taxonomía
Cereus cochal: Charles Russell Orcutt describió 1889 la planta como Cereus cochal. Nathaniel Lord Britton y Joseph Nelson Rose la trasladaron en 1909 al género Myrtillocactus.
Sinonimia
- Cereus cochal Orcutt
- Cereus geometrizans var. cochal (Orcutt) K.Brandegee
- Myrtillocactus geometrizans var. cochal (Orcutt) W.T. Marshall[3]